# カール・ポワルキー
カール・ルドルフ・ポワルキー（独: Karl Rudolph Powalky、1817年7月11日 - 1881年7月19日）は、ドイツの天文学者。
ドイツのノイディエテンドルフに生まれた。1842年から1848年の間ハンブルクの天文台で働き、1850年から1856年の間ペーター・ハンゼンとともに働いた。アメリカ合衆国のワシントンD.C.にて没した。
1864年に金星の日面通過を観測し、太陽までの距離（天文単位）を148.990×109mと見積もった。